# Elke Hermannsdörfer
Elke Hermannsdörfer (* 9. November 1947 in Thumsenreuth, Oberpfalz) ist eine deutsche Schriftstellerin.

## Leben
Elke Hermannsdörfer absolvierte eine Ausbildung zur Medizinisch-Technischen Assistentin und arbeitete einige Jahre lang in diesem Beruf in Krankenhäusern und in der molekularbiologischen Forschung. Anschließend studierte sie vier Semester Deutsch und Biologie an der Pädagogischen Hochschule Weingarten. Sie hielt sich längere Zeit in Frankreich und Italien auf; ab 1985 lebte sie als freie Journalistin und Schriftstellerin in Köln. In den folgenden Jahren arbeitete sie häufig für den Hörfunk des WDR. Die Autorin lebt heute in Neapel.
Elke Hermannsdörfer ist Verfasserin von Romanen, Erzählungen, Märchen, Hörspielen, Radio-Features und Fernsehdrehbüchern.
Elke Hermannsdörfer ist Mitglied des Verbandes Deutscher Schriftsteller. Ihre Jugendbücher standen mehrfach auf Auswahllisten zur Kinder- und Jugendliteratur; 1987 erhielt das historische Jugendbuch Lina Kasunke die Auszeichnung Eule des Monats.

## Auszeichnungen
- 1987: Eule des Monats für Lina Kasunke.
- 1987: Buch des Monats Ju-Bu-Crew Göttingen: Lina Kasunke
- 1987: Auswahlliste des Oldenburger Jugendbuchpreises mit  Lina Kasunke.
- 1987: zweiter Platz La vache qui lit für Lina Kasunke.
- 1987: Empfehlungsliste Der Bunte Hund: Lina Kasunke.

## Bibliografie

### Romane
- Mondmonat. Riedel, Bad Homburg 1990, ISBN 3-927937-05-3.
- Ich bin Erich!. Riedel, Bad Homburg 1991, ISBN 3-927937-07-X.
- Neapolis. Krüger Verlag, Frankfurt (Main) 1992; Neuausgabe: Der Rebell von Neapel. Fischer-Taschenbuch-Verl., Frankfurt am Main 1995, ISBN 3-596-12218-X.

### Kinder- und Jugendliteratur
- Lina Kasunke. Union-Verlag, Stuttgart 1987, ISBN 3-8139-5637-7.
- Pfauentänze. Spectrum-Verlag, Stuttgart 1987, ISBN 3-7976-1434-9.
- ... Informationen sinnlos …. Dürr, Bonn 1990, ISBN 3-8181-6012-0.
- Poldi reist zum Nordpol. Patmos, Düsseldorf 1995, ISBN 3-491-37322-0.
- Der falsche Opa und die Wolpertinger, Berlin 1996; Neuausgabe: Der falsche Opa. Rowohlt-Taschenbuch-Verl., Reinbek bei Hamburg 1999, ISBN 3-499-20875-X.
- Clara und Spinki. Rowohlt-Taschenbuch-Verl., Reinbek bei Hamburg 1997, ISBN 3-499-20832-6.
- Der Rebell von Neapel. FISCHER Taschenbuch, Frankfurt am Main 2016, ISBN 978-3-596-30705-0.

### Hörfunk
- Der verkehrte Opa, in der Reihe Ohrenbär, 1994
- Die italienische Tante, in der Reihe „Ohrenbär“, 1996
- Das Schreibmännchen, in der Reihe „Ohrenbär“, 1998